# Kalānīk-e Pā'īn
Kalānīk-e Pā'īn (persiska: کلانیک پائین, گُلانيكِ سُفلَى, Golānīk-e Soflá, گُلانيكِ پائين) är en ort i Iran.   Den ligger i provinsen Västazarbaijan, i den nordvästra delen av landet, 600 km väster om huvudstaden Teheran. Kalānīk-e Pā'īn ligger 1 478 meter över havet och antalet invånare är 129.
Terrängen runt Kalānīk-e Pā'īn är huvudsakligen lite bergig. Kalānīk-e Pā'īn ligger nere i en dal. Runt Kalānīk-e Pā'īn är det ganska tätbefolkat, med 185 invånare per kvadratkilometer. Närmaste större samhälle är Qūshchī, 16,3 km nordost om Kalānīk-e Pā'īn. Trakten runt Kalānīk-e Pā'īn består i huvudsak av gräsmarker.